# Joshua Livestro
Joshua Livestro (Amersfoort, 16 december 1970) is een Nederlands politiek activist, columnist en publicist, woonachtig op Guernsey.

## Levensloop

### Studie
Livestro studeerde politicologie aan de Universiteit Leiden, alwaar hij afstudeerde op een scriptie over Nietzsche en het aristocratisch ethos bij de rechtsfilosoof Andreas Kinneging, en behaalde vervolgens een M.Phil. politieke filosofie aan de Universiteit van Cambridge. Tijdens zijn studietijd in Leiden was Livestro een actief dammer.

### Bekering tot het christendom
Het bekijken van tv-uitzendingen van de Evangelische Omroep, het lezen van werken van de Griekse filosoof Plato alsmede het volgen van een Alphacursus van de Anglicaanse Kerk droegen bij aan een innerlijke omwenteling in het leven van Livestro die er uiteindelijk toe leidde dat hij zich bekeerde tot het christelijk geloof en er een fervent uitdrager van werd. Op grond daarvan heeft bij hem de mening postgevat dat "we worden gedwongen tot de erkentenis dat wij niet de maat van alle dingen zijn, omdat onze daden als niets zijn in vergelijking met Gods grootheid. Door die boodschap te verkondigen, houden christenen in een liberale samenleving het besef levend van de eeuwige waarden waarop een werkelijke tolerantie gebaseerd dient te zijn." Na in eerste instantie lid te zijn geworden van een Anglicaanse kerk sloot hij zich later aan bij een evangelische kerk in de Midden-Engelse stad Nottingham.

### Loopbaan
Na zijn afstuderen in Cambridge werkte Livestro in Londen op het hoofdkantoor van de Conservative Party. Van 1999 - 2002 was Livestro persoonlijk medewerker van Europees Commissaris Frits Bolkestein in Brussel. Van oktober 2002 tot april 2003 vormde hij samen met Bart Jan Spruyt de directie van de Edmund Burke Stichting, die in het najaar van 2002 een kantoor had geopend in Den Haag als conservatieve denktank. In april 2003 vertrok Livestro bij de Burke Stichting na een conflict met het bestuur. Daarna heeft Livestro gewerkt als freelance columnist voor publicaties in Reader's Digest, De Telegraaf en het Algemeen Dagblad. Hij was in het verleden ook medewerker bij Vrij Nederland. Livestro is lid van de VVD maar alleen op de achtergrond actief in deze politieke partij.
Op 9 februari 2009 richtte Livestro het weblog De Dagelijkse Standaard op. Deze verkocht hij op 16 juni 2016 aan Michael van der Galiën.
Op 18 september 2014 richtte Livestro het online magazine Jalta.nl op.